# انگین بکدمیر
انگین بکدمیر (انگلیسی: Engin Bekdemir؛ زادهٔ ۷ فوریهٔ ۱۹۹۲) بازیکن فوتبال اهل ترکیه است.
از باشگاه‌هایی که در آن بازی کرده‌است می‌توان به باشگاه فوتبال قیصریه‌اسپور، باشگاه فوتبال پورتو، باشگاه فوتبال چای‌کار ریزه‌اسپور، و باشگاه فوتبال اسکی‌شهراسپور اشاره کرد.
وی همچنین در تیم‌های ملی فوتبال جوانان ترکیه، جوانان ترکیه، Turkey national under-17 football team، جوانان ترکیه، Turkey national under-19 football team، و زیر ۲۱ سال ترکیه بازی کرده‌است.